# Грінап (Кентуккі)
Грінап (англ. Greenup) — місто (англ. city) в США, в окрузі Ґрінап штату Кентуккі. Населення — 1095 осіб (2020).

## Географія
Грінап розташований за координатами 38°34′23″ пн. ш. 82°49′44″ зх. д. / 38.57306° пн. ш. 82.82889° зх. д. (38.572959, -82.828759).  За даними Бюро перепису населення США в 2010 році місто мало площу 3,18 км², з яких 2,03 км² — суходіл та 1,15 км² — водойми.

## Демографія
Згідно з переписом 2010 року, у місті мешкало 1188 осіб у 453 домогосподарствах у складі 296 родин. Густота населення становила 374 особи/км².  Було 507 помешкань (159/км²).
Расовий склад населення:
| - 90,6 % — білих - 7,6 % — чорних або афроамериканців - 0,3 % — азіатів |

До двох чи більше рас належало 1,3 %. Частка іспаномовних становила 0,6 % від усіх жителів.
За віковим діапазоном населення розподілялося таким чином: 19,4 % — особи молодші 18 років, 62,2 % — особи у віці 18—64 років, 18,4 % — особи у віці 65 років та старші. Медіана віку мешканця становила 39,4 року. На 100 осіб жіночої статі у місті припадало 96,4 чоловіків;  на 100 жінок у віці від 18 років та старших — 92,0 чоловіків також старших 18 років.
Середній дохід на одне домашнє господарство  становив 56 551 долар США (медіана — 40 000), а середній дохід на одну сім'ю — 67 433 долари (медіана — 46 133). За межею бідності перебувало 17,5 % осіб, у тому числі 30,6 % дітей у віці до 18 років та 9,2 % осіб у віці 65 років та старших.
Цивільне працевлаштоване населення становило 370 осіб. Основні галузі зайнятості: освіта, охорона здоров'я та соціальна допомога — 31,4 %, роздрібна торгівля — 15,9 %, мистецтво, розваги та відпочинок — 11,4 %, виробництво — 8,1 %.